# Hexatoma bicolor
Hexatoma bicolor là một loài ruồi trong họ Limoniidae. Chúng phân bố ở miền Cổ bắc.